# Kisasszond
Kisasszond là một thị trấn thuộc hạt Somogy, Hungary. Thị trấn này có diện tích 7,84 km², dân số năm 2010 là 185 người, mật độ 24 người/km².